# Sangre de lobos
Sangre de lobos es una exitosa telenovela colombiana realizada por Producciones JES para el Canal A en 1992 y escrita por Bernardo Romero Pereiro y Mónica Agudelo. 
Estuvo protagonizada por Aura Cristina Geithner y Edmundo Troya, con la participación antagónica de la primera actriz Gloria Gómez y Kristina Lilley. Esta telenovela fue el mayor hit de la televisión colombiana en 1992, año en que también se emitió En Cuerpo Ajeno, protagonizada por Amparo Grisales, y junto a la cual se apoderó de la atención del público colombiano, a tal punto que en una temporada fueron emitidas en el mismo horario.

## Sinopsis
La telenovela narra la historia de un sacerdote, Agustín Millán (Edmundo Troya), que se enamora de Silvia Martínez (Aura Cristina Geithner), una mujer que resulta ser la hija bastarda de su padre y por tanto su media hermana ilegítima. 
La novela comienza presentándonos a Silvia, hija ilegítima de una madre soltera quien recientemente se ha muerto. Silvia está enamorándose de Agustín, un hombre quien parece sentir lo mismo por ella pero mantiene su relación platónica por razones que Silvia no comprende. Silvia se siente llena de resentimiento por su padre, Aníbal Millán (Helios Fernández), adinerado dueño de una cadena de hoteles, quien la mantuvo en secreto de su familia toda su vida. Silvia insiste en ser reconocida como hija de Aníbal para encontrar su lugar en la familia que le había faltado al crecer. 
Al conocer a la familia Millán, Silvia se lleva una desagradable sorpresa al descubrir que Agustín, el hombre de quien se ha enamorado, no es solamente sacerdote, sino también su hermano.  A pesar del engaño, Silvia aún quiere a Agustín, quien se castiga a sí mismo aislándose de la familia y flagelándose en secreto. Finalmente, Agustín deja la vida sacerdotal. Silvia se ve sometida al desprecio de sus otros hermanos, Carolina (Kristina Lilley), Carlos José (Alejandro Martínez) y Natalia (Patricia Díaz), quienes la ven como competencia para la herencia de Aníbal. Además, su aparición despierta el resentimiento de Julia (Gloria Gómez), la mujer de Aníbal, porque le recuerda la larga infidelidad de su marido.
Reintegrado en la sociedad civil, Agustín se incorpora a la empresa familiar, en la cual ya existe una gran disputa por ser el sucesor de Aníbal, posición ambiciada por Carolina, quien ve en su nueva hermana a su mayor rival. Silvia descubre que la familia a la que siempre había querido pertenecer es una jauría disfuncional y amargada (frecuentemente comparada con una manada de lobos). A pesar de todo, Silvia sigue deseando tomar su lugar en la familia; la joven, que demuestra su talento para los negocios, trata de evitar la presencia de Agustín, pues no solo su condición de sacerdote hacía su amor imposible, sino también su relación de hermanos, por lo que sobre ellos pesa la carga del incesto. 
La mejor amiga de Silvia, Marta María (María Fernanda Martínez), quien está secretamente enamorada de ella, trabaja como su asistente y al principio la apoya en su esfuerzo para desempeñar el cargo de presidente de la compañía que Aníbal entregará a Silvia. Pero la atracción entre Agustín y Silvia, los ataques constantes de Carolina a su hermana y la manera en que Silvia pierde los escrúpulos en su desesperación por defenderse, hacen que Marta María tema que Silvia esté volviéndose como los "lobos salvajes" de la familia Millán. 
Así pues, Marta María sabotea el trabajo de Silvia como presidente e intenta chantajear a Agustín para que la despida para alejarla del ambiente venenoso de la familia. Sus esfuerzos fracasan, y Silvia rechaza a su amiga por su traición. Marta María intenta suicidarse, pero es salvada por una llamada de Silvia. En el hospital, Marta María le pide perdón y le confiesa su amor. Silvia rechaza su enamoramiento pero acepta seguir siendo amigas si Marta María deja la empresa. La joven renuncia a su empleo, lo que deja a Silvia en continuo conflicto en la empresa, con Agustín como su único aliado.
Mientras tanto, Natalia y Carlos José caen víctimas de amantes ambiciosos para apoderarse de la fortuna Millán. El novio de Natalia es adicto y traficante de drogas, y la prometida de Carlos José resulta ser una prostituta quien deja a Carlos José bajo el chantaje de Carolina. Después Carlos José y Marta María apaciguan a su soledad mutua con una amistad que se vuelve íntima. Cuando Marta María queda embarazada y se casan, Carlos José se enamora de Marta María, pero con el tiempo ella tristemente se da cuenta de que no es capaz de corresponder sus sentimientos.
Pasado el tiempo, Silvia y Agustín sucumben a la pasión y hacen el amor en las oficinas de la constructora a sabiendas de que son medios hermanos, por lo que ella huye de la empresa. Silvia encuentra protección en Tomás Nájera (Fernando Allende), un empresario recién salido de la cárcel, que guarda un gran rencor hacía Aníbal Millán por haberle separado con denuncias falsas de Carolina, quien había sido su amante. Tomás y Silvia se enamoran y ella temporalmente olvida a Agustín, pero este no logra deshacerse del recuerdo de Silvia, avivado por las múltiples disputas que vive con su hermana, Carolina, quien culpa a Silvia de la mala situación de la constructora. 
Carolina ingenia malvados planes cada vez más peligrosos contra Silvia y termina utilizando a su propia hija para chantajear a Aníbal, lo que resulta en la muerte accidental de la niña. Aníbal, devastado por la pérdida de su nieta, estrella su automóvil para suicidarse y matar a Carolina. Antes de hacerlo, le revela por escrito a Agustín que Silvia no era realmente su hija.
Al descubrir el secreto, Agustín busca a Silvia quien está preparando su boda con Tomás, pero termina huyendo con Agustín. Los dos viven su amor en una isla paradisíaca, pero su felicidad termina al saber que Julia, la madre de Agustín, se ha quitado la vida al saber de la muerte de Aníbal y de Carolina. Por otro lado, Silvia descubre que está embarazada de Tomás, y decide que no puede seguir con Agustín. La joven se va a vivir al extranjero con su hijo, donde logra triunfar en el mundo de los negocios y se convierte en una mujer millonaria, pero está sola.
Finalmente, ocho años después, Silvia se encuentra en un avión con destino a Roma con un nuevo obispo, el padre Agustín Millán, a quien le presenta su hijo. Los dos se saludan tristemente como dos entrañables hermanos.

## Elenco
- Aura Cristina Geithner - Silvia Martínez
- Edmundo Troya - Padre Agustín Millán
- Fernando Allende - Tomás Nájera
- Gloria Gómez -  Julia Millán
- Helios Fernández - Aníbal Millán
- Kristina Lilley - Carolina Millán
- Teresa Gutiérrez - Gabriela
- Humberto Dorado - Manolo
- Gustavo Londoño - Hernando
- Manuel José Chávez
- Luigi Aycardi
- Frank Ramírez - Juan Felipe Arteaga
- Salvo Basile
- Juan Carlos Vargas - Andrés
- Diego León Hoyos
- Alejandro Martínez - Carlos José Millán
- Patricia Díaz - Natalia Millán
- Patricia Ércole - Bárbara
- María Fernanda Martínez - Martha María Anzola
- Ana María Orozco - Belinda
- Alicia de Rojas

## Ficha técnica
- Música original: César Escola
- Asistentes de Libretos: Mónica Agudelo / Claudia A. Forero
- Asistente de Dirección: Rocío Cruz
- Director de Producción: Giuseppe Basile
- Productor Ejecutivo: Julio Sánchez Cristo
- Director General: Víctor Mallarino

## Premios y nominaciones

### Premios Tvynovelas
| Año  | Categoría                | Nominado               | Resultado |
| ---- | ------------------------ | ---------------------- | --------- |
| 1993 | Mejor Telenovela         | Sangre de lobos        | Ganadora  |
| 1993 | Mejor Actriz Protagónica | Aura Cristina Geithner | Ganadora  |
| 1993 | Mejor Actor Protagónico  | Edmundo Troya          | Nominado  |
| 1993 | Mejor Actriz De Reparto  | Gloria Gómez           | Ganadora  |
| 1993 | Mejor Director           | Víctor Mallarino       | Ganador   |

### Premios India Catalina
| Año  | Categoría                | Nominado               | Resultado |
| ---- | ------------------------ | ---------------------- | --------- |
| 1994 | Mejor Actriz Protagónica | Aura Cristina Geithner | Ganadora  |

### Premios Simón Bolívar
| Año  | Categoría                | Nominado               | Resultado |
| ---- | ------------------------ | ---------------------- | --------- |
| 1993 | Mejor Telenovela         | Sangre de lobos        | Ganadora  |
| 1993 | Mejor Actriz Protagónica | Aura Cristina Geithner | Ganadora  |
| 1993 | Mejor Actor Protagónico  | Edmundo Troya          | Ganador   |
| 1993 | Mejor Actriz De Reparto  | Gloria Gómez           | Ganadora  |
| 1993 | Mejor Actor De Reparto   | Humberto Dorado        | Ganador   |
| 1993 | Mejor Director           | Víctor Mallarino       | Ganador   |
| 1992 | Mejor Productor          | Julio Sánchez Cristo   | Ganador   |

## Otras versiones
En 1998 la cadena mexicana TV Azteca realizó una versión de esta telenovela, titulada Tentaciones. Protagonizada por Lorena Rojas y José Ángel Llamas, producida por Ana Celia Urquidi.